# Musiczy
Musiczy (biał. Мусічы; ros. Мусичи) – wieś na Białorusi, w obwodzie mińskim, w rejonie słuckim, w sielsowiecie Greskim.
Do 28 maja 2013 wieś wchodziła w skład sielsowietu Majackiego.